# 엠에디터
엠에디터(EmEditor)는 에무라소프트의 에무라 유타카가 개발한 윈도용 문서 편집기이다. 엠에디터 프로페셔널은 윈도우 비스타용으로 인증되었으며 이 프로그램은 모든 유니코드지원을 하며, 구문 강조, 정규식의 찾기와 바꾸기, 수직선택편집, 그리고 확장가능한 플러그인과 매크로 등을 지원하고 있다. EmEditor의 목표는 최신의 기능을 통해 뛰어난 생산성과 현저히 돋보이는 고객 경험을 자랑하는 고품질 소프트웨어를 제공하는데 있다. 마이크로소프트사와 협력하여 인증을 받은 EmEditor Professional은 윈도우 비스타에서 신뢰성, 보안, 호환성 및 품질의 사용을 제공한다. 32비트 버전과 64비트 버전을 포함한 EmEditor의 버전들이 이용가능하다.
현재 개인 사용자에 한해서 기능이 제한된 무료 버전도 제공하고 있다.

## 주요 기능
- 유니코드 지원

사실상 전체 프로그램은 유니코드 응용 프로그램으로서 개발되었으므로, EmEditor는 유니코드를 기본적으로 지원하고 있다. EmEditor는 윈도 시스템에서 인코딩 지원을 이용하여 사용자가 파일을 열 수 있다. 또한 EmEditor로 하나의 인코딩에서 또 다른 인코딩으로 쉽게 변환이 가능하다. 유니코드 파일 이름을 열 수 있으며 유니코드 문자를 찾을 수 있다. 열기 지원과 유니코드 지원으로 파일 편집시 한꺼번에 여러 언어를 표시할 수 있도록 하기 위해 여러 언어를 위한 인코딩 방법을 기본 설정을 할 수도 있다. EmEditor는 기본 다국어 차원(BMP) 이외의 유니코드 문자를 지원하고 있다. 따라서 시스템에서 글꼴 지원이 가능한 이상 CJK Extension B 문자와 확장 가타카나를 표시할 수도 있다.
- 대용량 파일

EmEditor로 248 GB, 곧 21억 문자열까지 열 수 있다. EmEditor는 대형 파일 컨트롤러를 이용해서 파일의 일부를 따로 열게 됨으로써 248 GB 보다 더 큰 파일을 빠르게 열 수 있다. 대용량 파일 컨트롤러를 이용해서 시작 지점, 마지막 지점, 또 앞으로 열 파일의 범위를 지정할 수도 있다. 이것으로 여는 동안에도 멈출 수 있고 파일의 실제 크기를 지켜볼 수도 있으며, 사용 가능한 임시 디스크 공간의 크기를 확인하고, 현재 보이는 부분을 사용자가 조절할 수 있다.
- 가벼운 디자인/ 적은 사용 공간

"emeditor.exe" 핵심 프로그램의 크기는 620 KB이다. 또한 EmEditor는 마이크로소프트 파운데이션 클라스(MFC)와 같은 상업용 라이브러리를 사용하지 않고 있으며 EmEditor의 시작 시간은 대부분의 작업 환경에서 1초 미만이다. EmEditor 빠른 시작을 이용하면 보통 0.5초 미만의 시간이 걸린다.
- 플러그인

다음의 플러그인들은 EmEditor Professional의 초기화에 설치되어 있어, 바로 이용가능하다.
- 비교 플러그인
- 탐색기 플러그인
- 찾기 바 플러그인
- HTML 바 플러그인
- 문서 열기 플러그인
- 플러그인 윤곽
- 프로젝트 플러그인
- 탐색기 플러그인
- 코드 조각 플러그인
- 웹 미리보기 플러그인
- 단어 완성 플러그인
- 워드 카운트 플러그인

EmEditor의 핵심 기능 플러그인을 최소화하고 유연성을 지속시켜 EmEditor 프로그램을 확장시킬 수 있도록 기능을 추가할 수 있다. EmEditor는 많은 API를 공개하고 있다. 그래서 프로그래머들이 그들의 필요에 맞는 플러그 인을 조절할 수 있다. 핵심 프로그램은 최소한으로 남겨져 있으나, 여전히 사용자가 원하는 대로 기능을 가져올 수 있다.
- 다중 선택

비디오 - 유튜브
- 마커

비디오 - 유튜브

### 사용자 환경 설정을 통한 중요 기능
- 외부 프로그램에서 복사한 내용 기록

```
사용자지정 - 편집 - 옵션:'외부 응용 프로그램에서 복사된 클립보드 내용 모니터' 체크. (엠에디터 재시작해야 적용가능)
```

인터넷, 게임, 메모장 등 타프로그램에서 복사한 내용이 클립보드에 전부 기록된다. (체크해제시 최근 복사한 내용만 기록된다)

※클립보드 기록은 32개까지 가능하고 개수 변경불가능, 너무 긴글(문자 13만개 이상)은 기록이 안된다.
- 외부 프로그램에 의한 변경 방지

```
구성속성 - 파일 - 기타 프로그램에 의하여 변경됨: 확인→잠금유지
```

엠에디터로 열린 문서의 파일 이름, 위치 등을 실수로 변경하는 것을 방지하여 문서가 중복으로 생성되는 불상사가 생기지 않는다.
- 작업영역 저장 및 자동 복구

```
사용자지정 - 작업영역 - 자동작업영역: 저장만→저장및복원 / 자동복구-주기적 저장: 10분→1분
```

시스템종료, 재부팅, 전원차단, 정전 등으로 컴퓨터가 종료되어도 열어놨던 문서들과 편집중이던 저장이 안된 문서들도 저장 안된 상태로 복원되고 종료 전 작업했던 내용이 실행취소/다시실행도 가능하다. 제목을 지정하지 않은 새 문서(제목없음-1)는 임시저장소에 저장된 상태로 복원된다.

작업영역+복구파일 임시저장소 위치: C - Users - (계정 이름) - AppData - Local - Emurasoft - EmEditor - Workspace

## 역사
- 2011년 3월 16일 적십자사에 기부[5]
- 2011년 5월 27일 EmEditor Professional 버전 10.0.7 공개
- 2011년 5월 28일 EmEditor Professional 버전 10.0.8 공개
- 2011년 9월 27일 EmEditor Professional 버전 11 공개
- 2012년 1월 26일 EmEditor Professional 버전 11.0.4 공개
- 2012년 2월 8일 EmEditor Professional 버전 11.0.5 공개
- 2012년 9월 29일 EmEditor Professional 버전 12.0.0 공개
- 2013년 2월 12일 EmEditor Professional 버전 12.0.9 공개
- 2013년 7월 18일 EmEditor Professional 버전 13.0.4 공개
- 2013년 9월 19일 EmEditor Professional 버전 13.0.5 공개
- 2013년 10월 9일 EmEditor Professional 버전 13.0.6 공개
- 2014년 2월 20일 EmEditor Professional 버전 14.3.0 공개
- 2014년 2월 21일 EmEditor Professional 버전 14.3.1 공개
- 2014년 4월 15일 EmEditor Professional 버전 14.4.0 공개
- 2014년 7월 9일 EmEditor Professional 버전 14.5.3 공개
- 2014년 8월 22일 EmEditor Professional 버전 14.5.4 공개
- 2015년 1월 5일 EmEditor Professional 버전 14.7.1 공개
- 2015년 2월 5일 EmEditor Professional 버전 14.8.0 공개
- 2015년 2월 7일 EmEditor Professional 버전 14.8.1 공개
- 2015년 3월 11일 EmEditor Professional 버전 14.9.2 공개
- 2015년 6월 19일 EmEditor Professional 버전 15.1.5 공개
- 2015년 7월 7일 EmEditor Professional 버전 15.1.6 공개
- 2015년 7월 11일 EmEditor Professional 버전 15.1.7 공개
- 2015년 8월 5일 EmEditor Professional 버전 15.2.1 공개
- 2015년 10월 6일 EmEditor Professional 버전 15.3.2 공개
- 2015년 10월 20일 EmEditor Professional 버전 15.4.1 공개

## 주요 수상 내역
- Epsilon Award 2010 2위 수상, 유럽[6]
- Shareware Industry Award 2008, 미국[7]

## 같이 보기
- 문서 편집기 목록